# Puppenspiel
Puppenspiel è il sesto album in studio del gruppo musicale tedesco Unheilig, pubblicato nel 2008.

## Tracce
1. Vorhang Auf – 2:03
2. Puppenspieler – 4:04
3. Spiegelbild – 5:37
4. Dein Clown – 4:52
5. Sei Mein Licht – 5:13
6. Fang Mich Auf – 4:48
7. Feuerengel – 5:32
8. Kleine Puppe – 5:12
9. An Deiner Seite – 6:07
10. Die Bestie – 5:07
11. Lampenfieber – 5:01
12. Wie Viele Jahre – 4:34
13. Glaub An Mich (Traccia Bonus Edizione limitata) – 4:23
14. Spielzeugmann (Traccia Bonus Edizione limitata) – 5:10
15. Der Vorhang Fällt – 4:58
16. Memoria – 3:09